# 帕洛革鰺
帕洛革鰺（学名：Oligoplites palometa），為輻鰭魚綱鱸形目鱸亞目鰺科似鰺屬下的一個種，分布於西大西洋區，從瓜地馬拉伊薩瓦爾湖至巴西聖保羅海域，深度18-45公尺，體呈紡錘型且側扁，背部略微隆起，背鰭2個，第2背鰭及臀鰭軟條延長，尾鰭叉形，上頜後緣延伸超出眼後緣，上頜牙齒小而絨毛狀，全身體呈銀灰色，體長可達49.7公分，體重可達0.9公斤，成魚主要棲息在沿海泥底質的半鹹水及海域，背鰭及臀鰭硬棘具有毒腺，屬肉食性，以其他魚類、甲殼類、多毛類及浮游生物為食，可做為食用魚。